# Cayeux-sur-Mer
Cayeux-sur-Mer is een gemeente in het Franse departement Somme in regio Hauts-de-France. Cayeux-sur-Mer ligt aan de Picardische Kust aan Het Kanaal.
De gemeente maakt deel uit van het arrondissement Abbeville en sinds 22 maart 2015 van het kanton Friville-Escarbotin, nadat het kanton Saint-Valery-sur-Somme werd opgeheven.

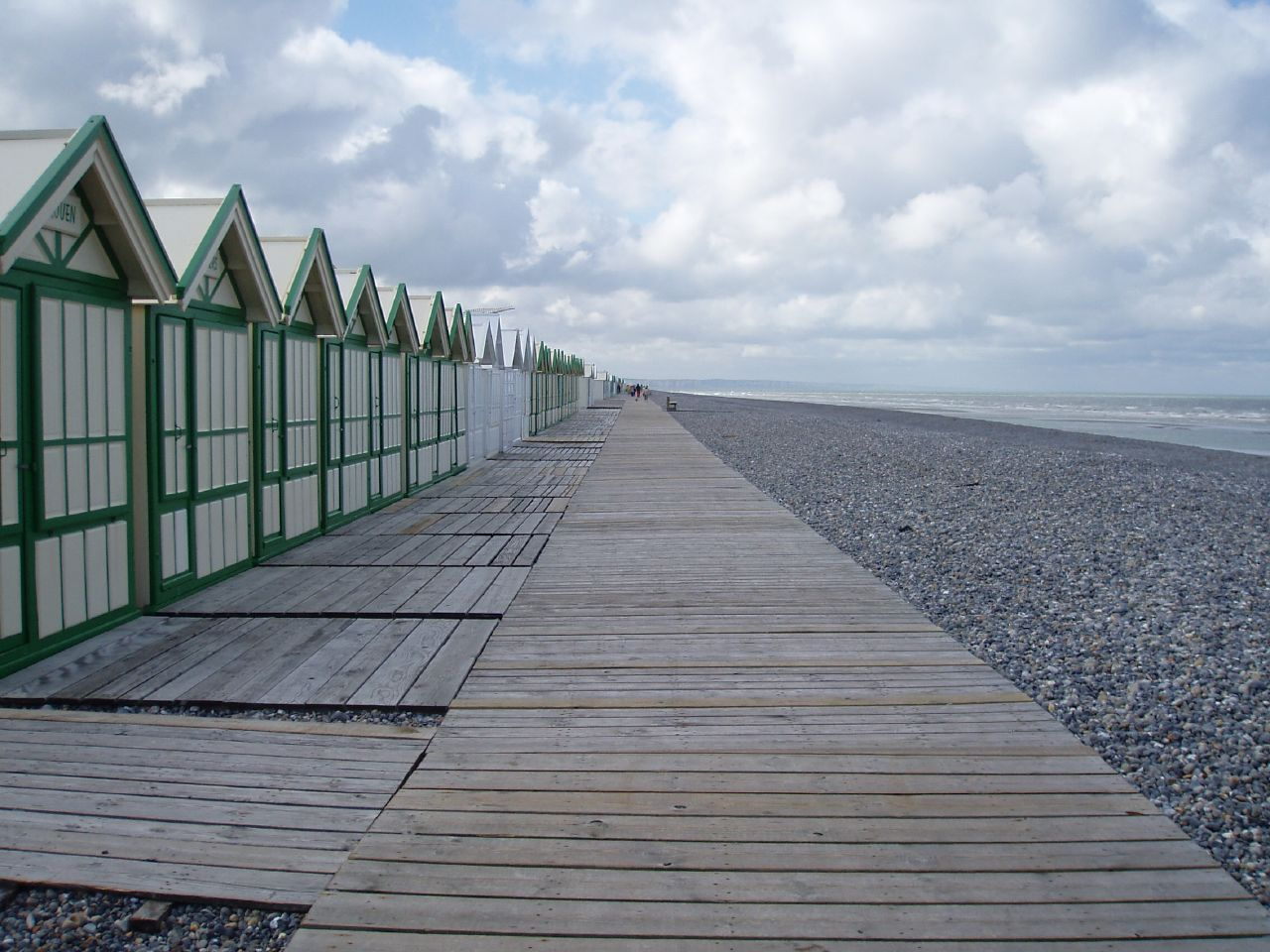
Strand van Cayeux-sur-Mer

## Geografie
De oppervlakte van Cayeux-sur-Mer bedraagt 26,2 km², de bevolkingsdichtheid is 106,1 inwoners per km². Het strand is van nature grotendeels bedekt met keien.
In het noordenoosten van de gemeente ligt le Hourdel, met een haventje. Net ten noorden van het centrum van Cayeux ligt badplaats Brighton les Pins. Landinwaarts liggen enkele gehuchten, zoals la Mollière d'Aval en Hurt.
De onderstaande kaart toont de ligging van Cayeux-sur-Mer met de belangrijkste infrastructuur en aangrenzende gemeenten.

## Bezienswaardigheden
- De Église Saint-Pierre
- Op de gemeentelijke begraafplaats van Cayeux-sur-Mer bevinden zich meer dan 30 Britse oorlogsgraven uit de Tweede Wereldoorlog

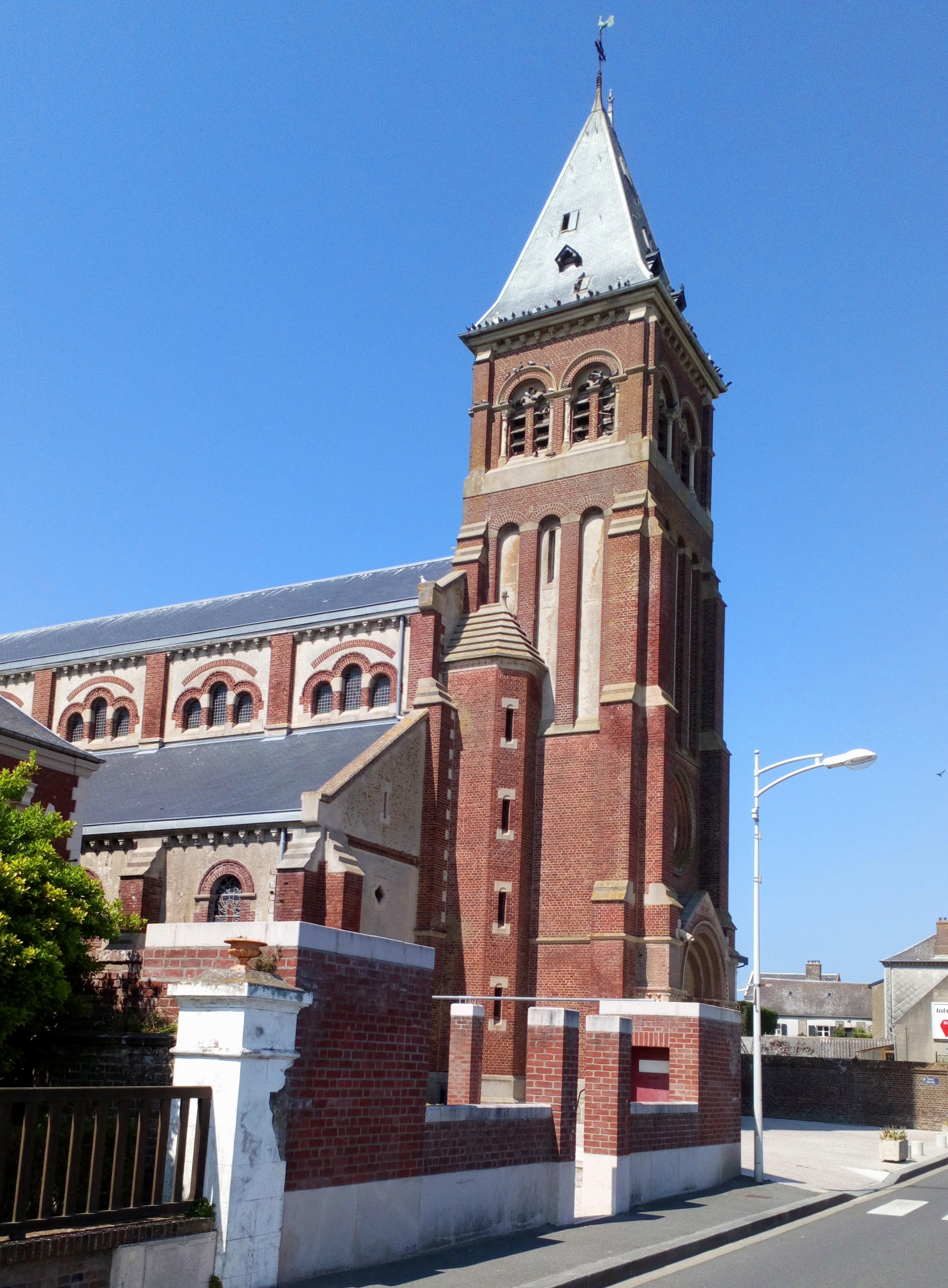
Église Saint-Pierre

## Demografie
Onderstaande figuur toont het verloop van het inwonertal (bron: INSEE-tellingen).

## Verkeer en vervoer
De plaats ligt aan de Spoorlijn van de Sommebaai.